# Pratibha Patil
Pratibha Devisingh Patil, प्रतिभा देवीसिंह पाटिल, Pratibhā Devīsiṃha Pāṭila (Nadgaon, 19 dicembre 1934), è una politica indiana, ex presidente dell'India.
È stata la dodicesima persona a ricoprire la carica di capo dello Stato indiano, la prima di origine marathi, nonché la prima donna. L'insediamento è avvenuto il 25 luglio 2007, succedendo ad Abdul Kalam.
Patil è laureata in legge. È membro del Partito del Congresso Nazionale Indiano, nelle file del quale ha svolto la sua carriera politica.
Tra il 2004 ed il 2007 è stata governatore dello stato indiano del Rajasthan.
Il 25 luglio 2012 ha concluso il proprio mandato come presidente, e le è succeduto Pranab Mukherjee.